# Google Family Link
Google Family Link – usługa rodzinnej kontroli rodzicielskiej firmy Google, która umożliwia rodzicom dostosowanie parametrów urządzeń ich dzieci. Aplikacja pozwala rodzicom ograniczać treści, zatwierdzać lub odrzucać aplikacje i nie tylko. Google Family Link wymaga kont Google, aby uzyskać zdalny dostęp do aplikacji.

## Historia
Usługa została po raz pierwszy została udostępniona publicznie w marcu 2017 roku. Google Family Link jest teraz dostępny w 38 krajach.
W 2019 roku aplikacja dodała funkcje ograniczania treści, lokalizacji GPS i ograniczenia telefonu „na dobranoc”.

## Funkcje

Google Family Link Child and Teen Logo – stare

Google Family Link Child and Teen Logo – nowe

Usługa Google Family Link jest podzielona na dwie różne aplikacje: Google Family Link dla rodziców i Google Family Link dla dzieci i nastolatków. Aplikacja Google Family Link dla rodziców umożliwia rodzicom korzystanie z konfigurowalnych parametrów w celu zarządzania oglądaniem treści przez ich dzieci. W przypadku dzieci i nastolatków aplikacja Family Link for Children & Teens umożliwia korzystanie z parametrów podanych przez rodziców do zarządzania urządzeniem mobilnym dzieci.